# El Circo de Calder
El Circo de Calder, Calder's Circus o Cirque Calder es la primera gran obra del artista estadounidense Alexander Calder creada en París entre 1926 y 1931. Es una representación artística de un circo, formada por esculturas de alambre cinéticas diseñadas para desempeñar las diversas funciones de los artistas circenses que representan: desde contorsionistas hasta domadores de leones, pasando por tragasables, jinetes y funambulistas. La obra está compuesta por 70 figuras y animales en miniatura y casi 100 accesorios como redes, banderas, alfombras y lámparas, así como más de 30 instrumentos musicales, discos y matracas fabricados con diversos materiales, incluidos el metal, tela, hilo, papel, cartón, cuero, corcho, cuerdas, tubos de goma, botones, pedrería, limpiapipas y tapas de botellas.
A diferencia de sus Mobiles y Stabiles, El Circo de Calder es poco conocido fuera de Francia y Estados Unidos. Esta obra permitió a Calder acceder a la vanguardia del arte francés.
Desde mayo de 1982, El Circo de Calder forma parte de la colección del Museo Whitney de Arte Estadounidense de Nueva York, gracias a una recaudación de fondos pública que hizo posible la compra.

## Antecedentes
En sus inicios, Calder se interesó por la ingeniería mecánica. Completó sus estudios en junio de 1919; más tarde trabajó para un ingeniero hidráulico y asistió a cursos nocturnos de dibujo. Un ingeniero en Vancouver lo animó a cambiar su rumbo profesional. Calder tomó la decisión de convertirse en artista en la primavera de 1923. Al regresar a Nueva York, se inscribió en la Liga de estudiantes de arte de Nueva York y tomó cursos de dibujo y pintura. Encontró su primer trabajo remunerado como ilustrador en The National Police Gazette en 1924.

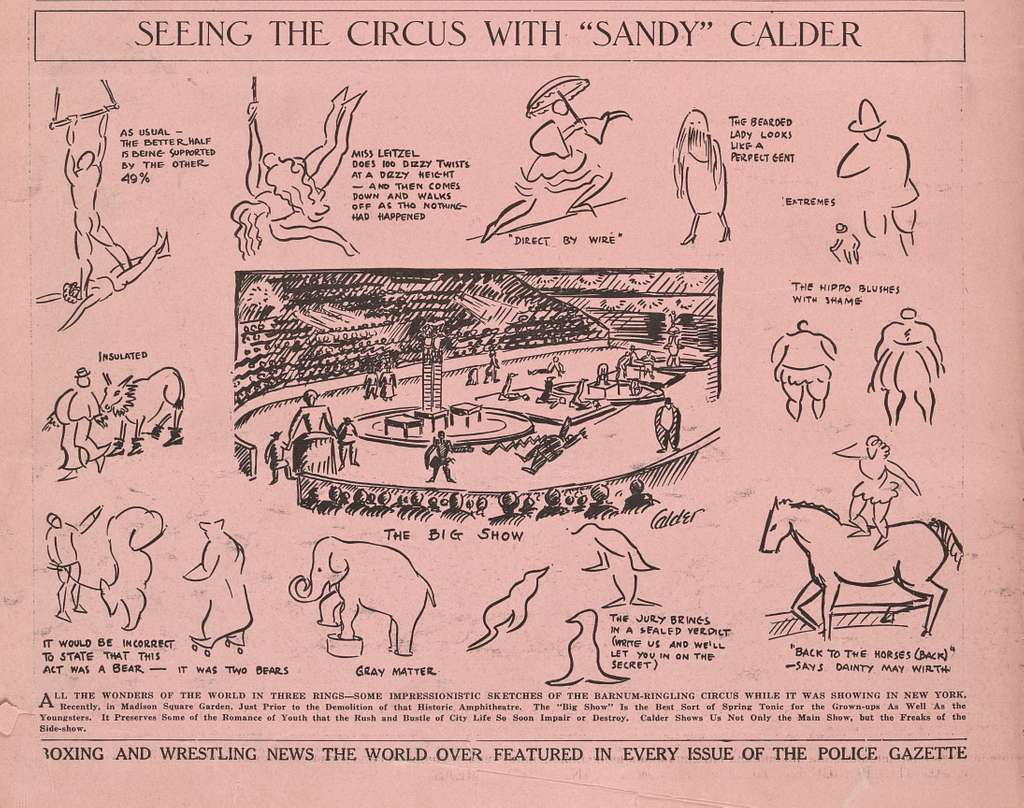
Seeing the Circus with 'Sandy' Calder (1925)

Una de sus asignaciones como ilustrador lo llevó al Ringling Brothers and Barnum & Bailey Circus, donde pasó dos semanas en la primavera de 1925 dibujando a los artistas y animales del circo. La revista publicó el resultado el 23 de mayo, bajo el título Seeing the Circus with 'Sandy' Calder (en español, Ver el circo con "Sandy" Calder). El invierno siguiente realizó cientos de dibujos a pincel de animales en el Zoológico del Bronx y el Zoológico de Central Park. En un viaje a Florida, Calder visitó los cuarteles de invierno del circo en Sarasota, quedó fascinado por las carpas e hizo algunos bocetos de ellas.
Su primer óleo de temática circense, The Flying Trapeze (El trapecio volante), que data de 1925, muestra una actuación de acróbatas femeninos y masculinos en el trapecio volante. En él, las gradas del circo están totalmente ocupadas y todos los rostros están vueltos hacia la acción. Una gran red ocupa toda la anchura del cuadro y, junto con la construcción trapezoidal, proporciona un marco interior, de manera que la mirada del espectador se ve atraída por el número circense.
En Nueva York, Calder había alquilado una habitación en el apartamento de Alexander Brook, director del Whitney Studio Club. A principios de 1926, amplió el circo infantil Humpty Dumpty poniendo a los juguetes en movimiento; hizo que una figura de elefante caminara en círculos e inventó un mecanismo que podía levantar a un payaso sobre la espalda de éste. En esta época, germinó en Calder el deseo de quedarse en Europa. El 20 de julio de 1926 llegó a Londres y, tras una escala de cuatro días, prosiguió su ruta hasta París. Allí conoció al padre de un compañero de estudios y se registró su mismo hotel. La creatividad del panorama artístico de Montparnasse no tardó en ejercer su influencia sobre el artista, aún poco experimentado.
Inmediatamente antes de su partida, Calder había pintado su segundo cuadro de circo: Circus Scene (Escena de circo), en el que se muestra una gran confusión de personajes bajo el techo de una enorme carpa de tres pistas. En la primera, tres elefantes se han puesto en pie a las órdenes de su domador; en el centro, una joven amazona ofrece sus acrobacias a lomos de un caballo gris al galope; en una tercera pista, una equilibrista realiza un extraño paseo por el alambre. A la izquierda, en primer plano, una banda pone música de fondo y un fotógrafo capta las hazañas en la imagen. Cada espacio vacío entre las pistas se llena de payasos, animales reales y falsos. El motivo de esta escena circense lo da la dedicatoria: «A los Hayes, 27 de junio de 1926, de parte del tío Sandy», dirigida a sus sobrinos, hijos de su hermana Margaret y su marido Kenneth Hayes, afincados en Berkeley, California.

## Creación
Al llegar a París, conoció a un vendedor de juguetes serbio que le aseguró que podría vivir construyendo juguetes mecánicos, y al no disponer de mucho dinero, se interesó por la propuesta de negocio. A partir del otoño de 1926, empezó a fabricar la mayoría de sus figuras de animales (caballos, patos con serpientes, una vaca, etc.) con alambre, madera y tela, algunas de ellas móviles. Por sugerencia del escultor español José de Creeft, Calder exhibió sus piezas en la primavera de 1927 en el Salon des Humorists. Con la sugerencia de un amigo de que las figuras se hicieran completamente de alambre, su material principal, comenzó la era de lo que llamó «escultura de alambre» (sculpture en fil de fer). Esta obra le valió popularmente a Calder el título de «Rey del Alambre» (Le roi du fil de fer) en Montparnasse.
El historiador del arte James Johnson Sweeney vio en las estructuras de filigrana "formas tridimensionales dibujadas en el espacio por medio de líneas de alambre, como si el papel de fondo de un dibujo hubiera sido cortado, dejando solo las líneas". Su arte no pasó desapercibido en Estados Unidos, donde la Weyhe Gallery de Nueva York organizó la primera exposición individual en febrero/marzo de 1928. Calder creó la decoración de la ventana, formada completamente de alambre, con una trapecista colgando hacia abajo que presenta el título de la exposición: Wire Sculpture by Calder (en español, Escultura de alambre de Calder). A esta exposición siguieron otras en Nueva York y París, y en abril de 1929 también en Berlín en la Galerie Nierendorf, especializada en arte expresionista. La crítica fue positiva. El publicista Adolf Behne dijo: «Omite de su escultura lo que se ha considerado el principio y fin de toda escultura desde Tutmose en Egipto: la masa, la fisicalidad. En lugar de arcilla, madera, piedra, mineral, pone aire, solo aire […]. Y hace que el aire sea tridimensional con contornos de alambre cuidadosamente colocados. […] Con Calder, algunos de los experimentos plásticos de los constructivistas rusos han vuelto a la vida. Pero el Constructivismo Calderiano no tiene mecanismo [...], juega».
La alegría de Calder por el juego se expresa claramente en sus figuras de circo. Además de alambre, también utilizó materiales como tela, cuero, caucho, corcho e hilo de algodón. Lo especial, sin embargo, eran las ideas con las que dotaba de vida a sus figuras: el jefe de pista parlante, (Monsieur Loyal) vestido con frac y sombrero de copa, podía mover los brazos y llevarse una megáfono a la boca para su anuncio y un silbato sonado por Calder de fondo; el payasito Trumpeteer tenía un globo en la boca, que se inflaba cuando Calder soplaba a través de un fino tubo, hasta que éste derribaba a la Dama Barbuda que tenía delante y estallaba; el elefante tenía una trompa que le atravesaba longitudinalmente todo el cuerpo y colgaba en la parte delantera sobre su comedero, y cuando Calder soplaba por el tubo, pequeños trozos de papel salían de ella por todas partes como una fuente; una hélice oculta en el cuerpo de la bailarina de danza del vientre Fanni, permitía que la figura oscilara sus caderas mediante una manivela; el trapecio volante consistía en dos trapecios, como en el circo, donde los artistas, puestos en movimiento por Calder, iban equipados con ganchos de alambre que podían agarrar como si fueran manos, y si su vuelo fallaba, caían en una red; y un domador y su látigo, que después de que Calder sacara de una jaula al león, hecho de alambre y cabeza de tela naranja, hacía algunas acrobacias y luego, sentado en un pedestal, dejaba caer dos o tres castañas, que rápidamente cubría con serrín. Puesto que «el perfume de almizcle era demasiado caro», Calder abandonó su plan de añadir olores a su obra.
En el circo en miniatura abundaban figuras cinéticas que representaban a acróbatas de suelo; perros amaestrados; un tragasables llamado el Sultán de Senegambia que lanzaba lanzas y hachas; funambulistas como Don Rodríguez Kolynos, que se arriesgaba a un tropiezo mortal en la cuerda floja, y varios actores más. Algunas de estas figuras estaban inspiradas en artistas circenses legendarios, como la inspirada en el campeón de halterofilia francés Charles Rigoulot, que demostraba su fuerza levantando pesas. Calder influía en el movimiento de ésta mediante una cuerda que, al aflojar, hacía que la figura de alambre se inclinara hacia delante y agarrara la pesa con sus ganchos de alambre, la tensión de la cuerda hacía que el levantador de pesas primero se enderezara y luego pareciera gemir al levantar la pesada carga e, inclinándose hacia atrás, la elevara hasta la altura de la cabeza. La jinete con el gran lazo aparentaba ser la viva imagen de May Wirth, la amazona de volteo acrobático estrella del Ringling que montaba a pelo; mientras que la carroza de Pegaso con perros dando vueltas alrededor de las ruedas fue probablemente modelada a partir del aparejo de Madame Bradna, otra atracción del mismo circo. Algunos espectadores reconocían en otra figura las piernas peludas del payaso Albert Fratellini.
Durante cinco años, de 1926 a 1931, la colección creció hasta agrupar unas 200 piezas. Calder las guardaba en cinco maletas grandes, siempre listas para hacer viajar a sus pequeños actores a cualquier lugar deseado.

## Actuaciones
Las primeras representaciones tuvieron lugar en el estudio de Calder en París, una habitación apenas más grande que la de un hotel, alquilada en agosto de 1926. Los visitantes tenían que sentarse dónde encontraban sitio. El ambiente privado no era comparable al de un teatro de marionetas convencional. Antes de empezar la producción, Calder desenrollaba una alfombra, colocaba la pista sobre ella y disponía sus figuras. A continuación, la figura del maestro de ceremonias (Monsieur Loyal) anunciaba: Mesdames et Messieurs, je vous présente... y daban comienzo los aproximadamente 20 números de circo acompañados de música de gramófono. La interacción entre los artistas fomentaba la sensación de fascinación del público: en comparación con sus pequeños actores de unos 20 centímetros, el tamaño de Calder resultaba monumental. La incertidumbre creaba suspense, como en el circo real: el perro podía no conseguir saltar por el aro de papel, el jinete podía no volver a encontrar el equilibrio y los trapecistas podían caer en la red, de manera que cada éxito era aplaudido por el público. El espectáculo podría durar hasta dos horas.
Entre los primeros espectadores se encontraban la mecenas Frances C. L. Robbins que lo visitó en otoño de 1926, poco después aparecieron la novelista inglesa Mary Francis Butts y el escritor Jean Cocteau. Después de que el asesor de Calder, Marc Réal, llevara al crítico de circo Legrand-Chabrier al estudio el 1 de mayo de 1927 y éste lo recomendara en el semanario Candide, la noticia se difundió rápidamente. Poco a poco, toda la vanguardia parisina acudió al espectáculo: los artistas Fernand Léger, Piet Mondrian, Joan Miró, Hans Arp, Marcel Duchamp y Tsuguharu Foujita, los fotógrafos Man Ray, André Kertész, el poeta Robert Desnos, el arquitecto Le Corbusier y el músico Edgar Varèse. Incluso acudió Paul Fratellini, el mayor de los tres famosos hermanos payasos Fratellini, que admiraba el perro salchicha hecho de un simple tubo de goma, y cuyas patas de diferentes longitudes le daban un andar tambaleante. Calder le fabricó una versión de mayor tamaño, llamada Miss Tamara, que fue llevada con correa por Albert Fratellini en sus números durante años.
Visitantes notables (selección):

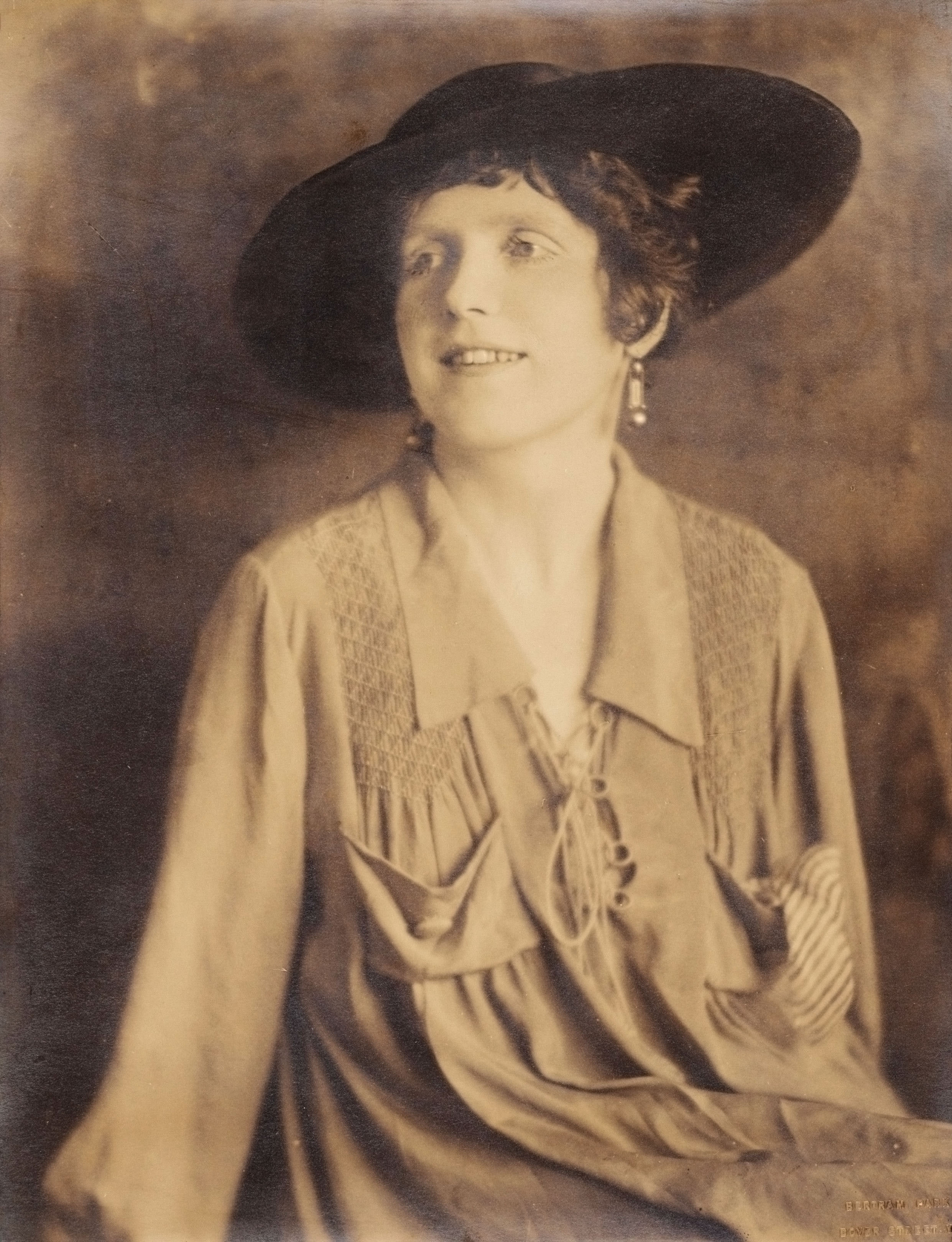
Mary Butts (1919)
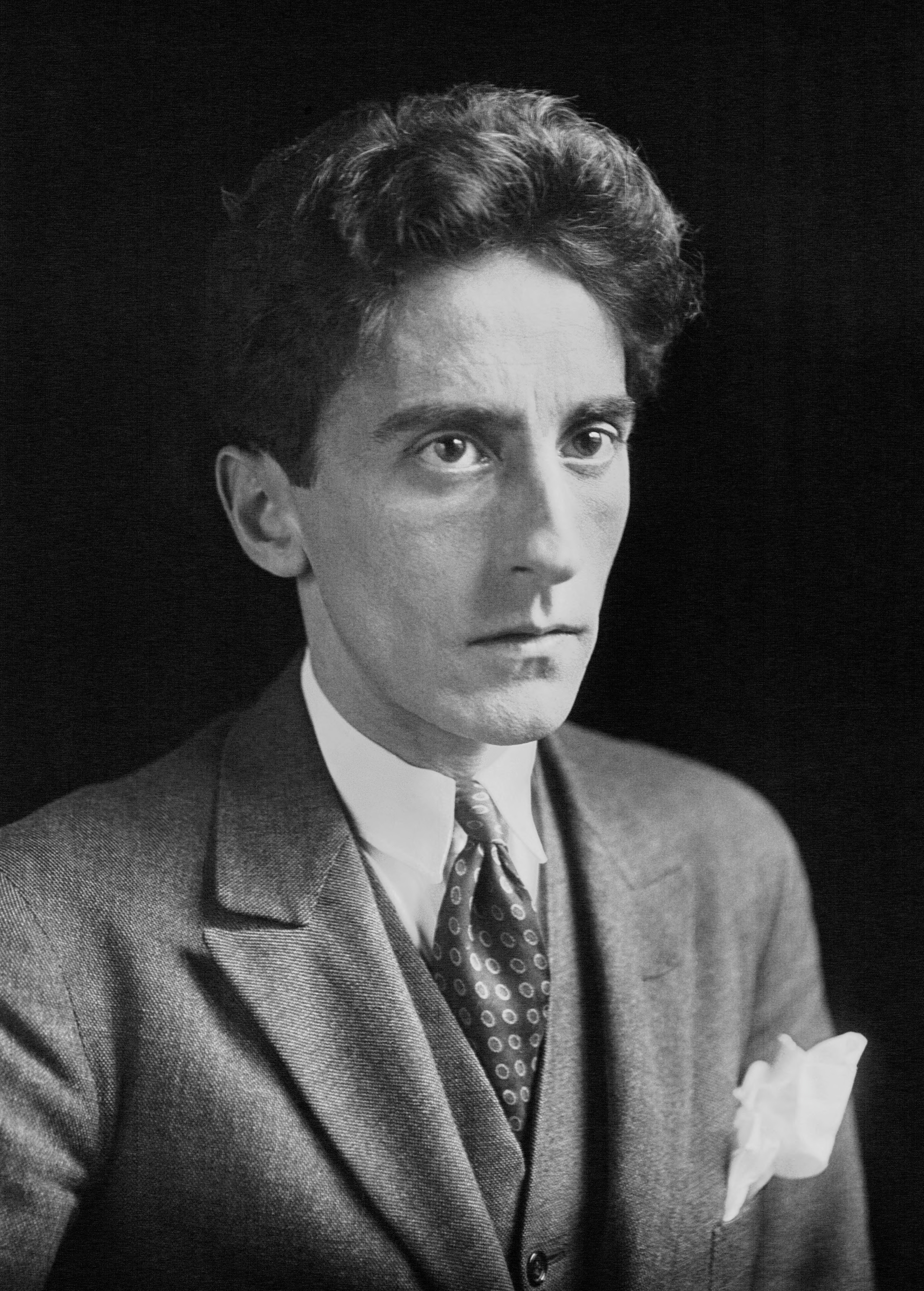
Jean Cocteau (1923)
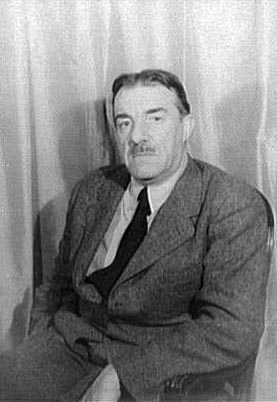
Fernand Léger (1936)
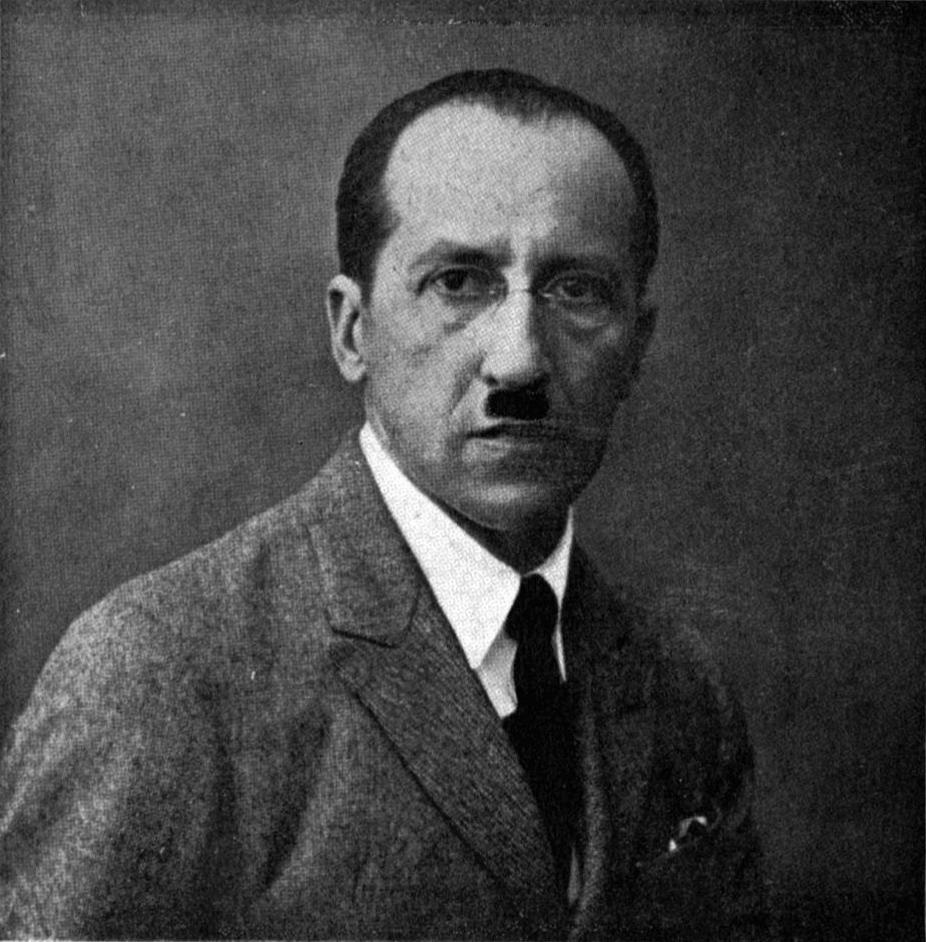
Piet Mondrian (1922)
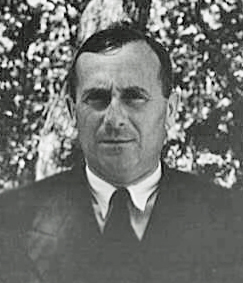
Joan Miró (1935)
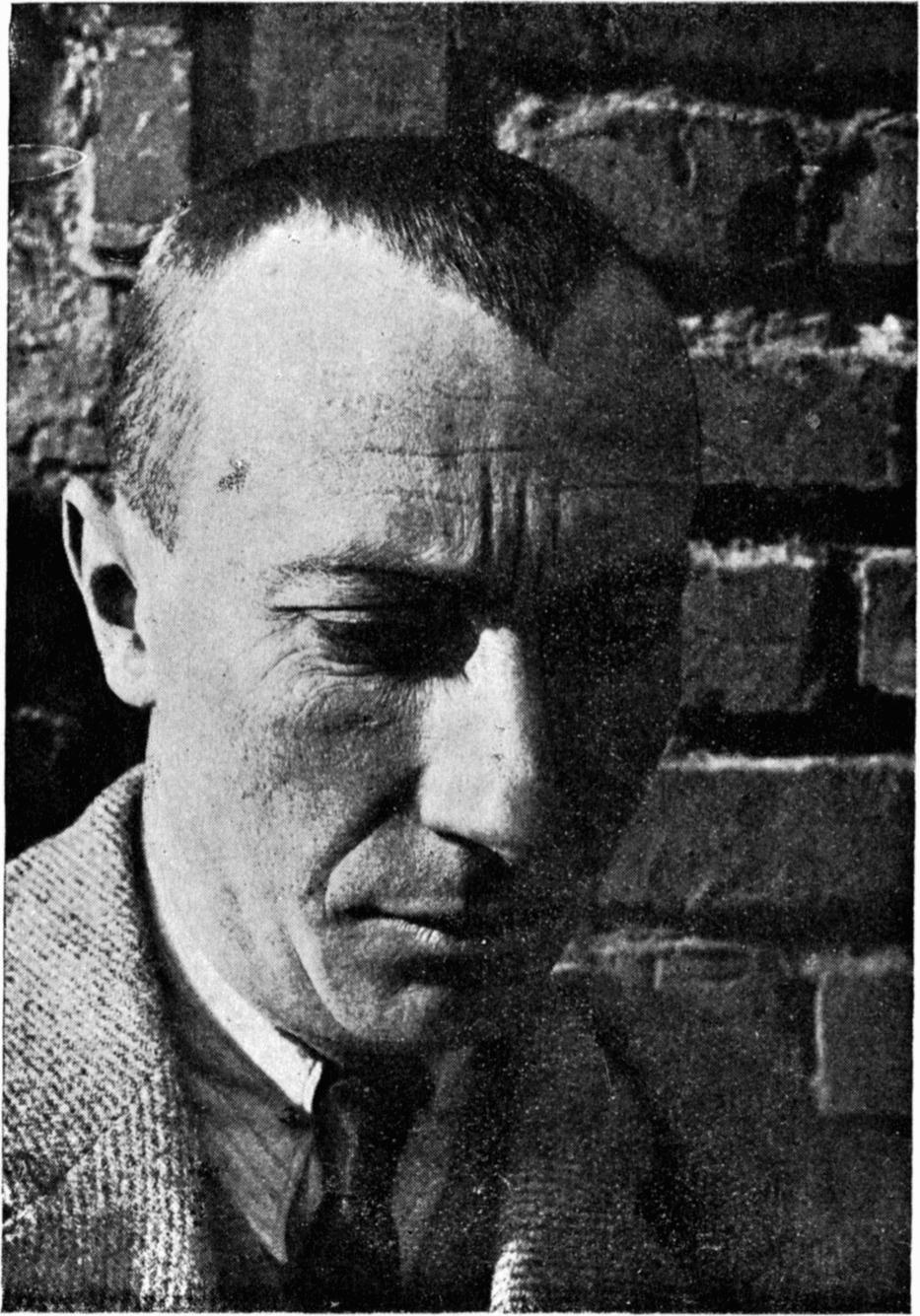
Hans Arp (alrededor de 1925)
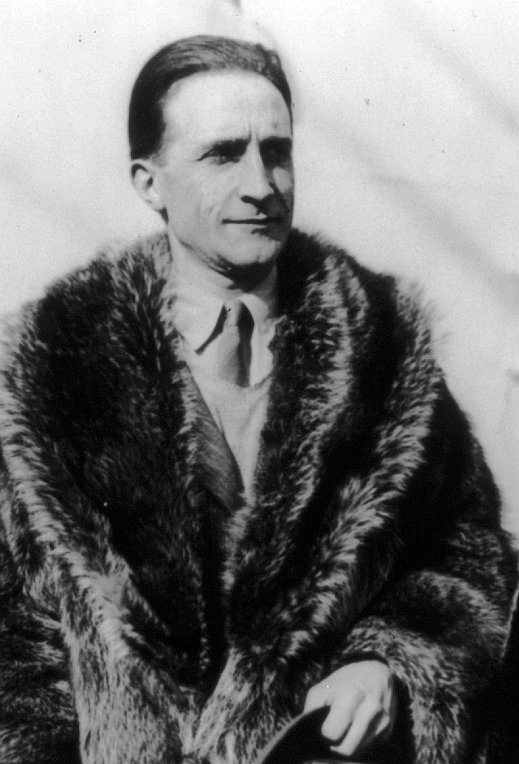
Marcel Duchamp (1927)
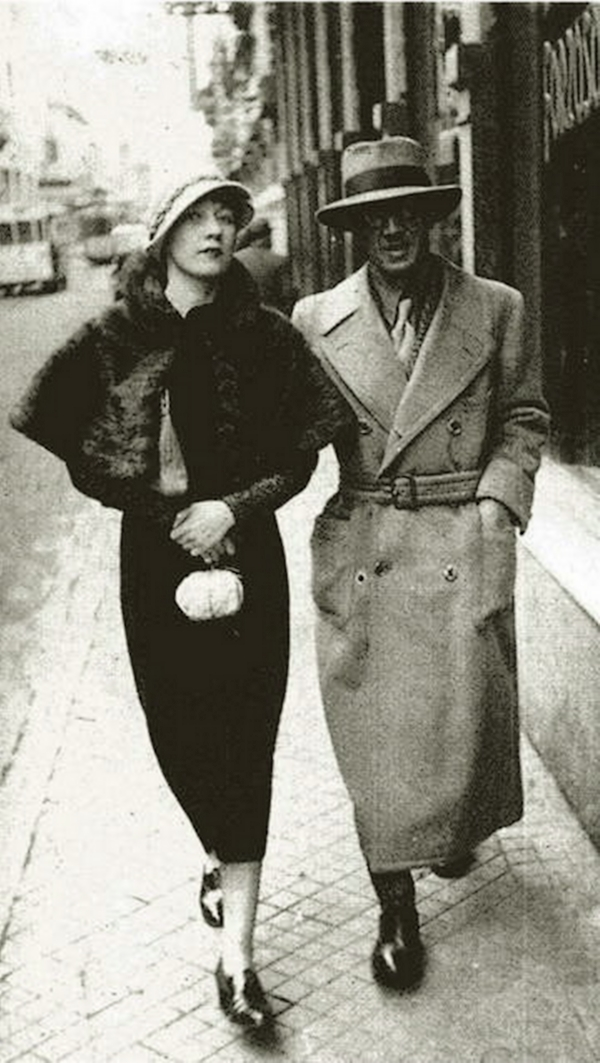
Kiki de Montparnasse y Tsuguharu Fujita (1926)
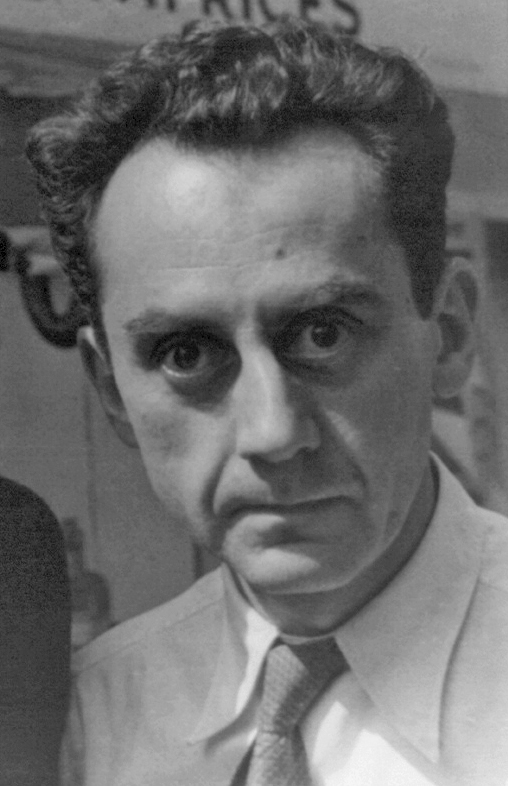
Man Ray (1934)
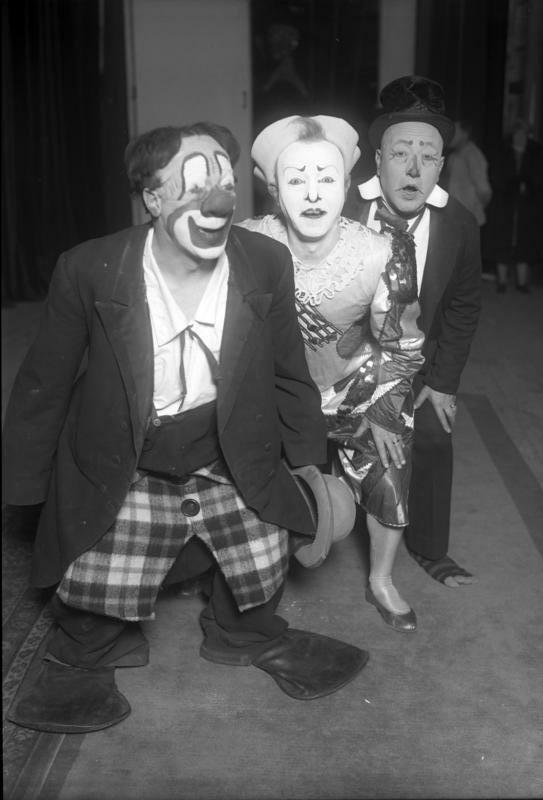
Albert, François y Paul Fratellini (1932)

En noviembre de 1927, Calder emprendió un viaje a Estados Unidos. Primero, en Wisconsin, firmó un contrato con la Gould Manufacturing Company para diseñar los prototipos de una serie de figuras de animales móviles hechas de madera contrachapada. En invierno alquiló una habitación en Nueva York para sus espectáculos de El Circo de Calder. Tras pasar el verano trabajando en esculturas de madera y alambre en una granja de Peekskill, Nueva York, el artista regresó a París en noviembre de 1928.
Las actuaciones individuales están documentadas mediante notas biográficas y autobiográficas, así como cartas y otros documentos. Un análisis de los datos incluidos en la Cronología de la Fundación Calder reveló que El Circo de Calder se representó al menos 70 veces, primero en París durante el invierno de 1927/28, y a partir de agosto de 1929 con frecuencia en Nueva York, en Cambridge, Boston y otras localidades estadounidenses más pequeñas, más tarde también en Chicago, Washington D. C., Londres y unas pocas veces en España. A partir de 1941, su estudio de Roxbury se convirtió en la sede principal del espectáculo.

## Material audiovisual
El material audiovisual está sujeto a derechos de autor y, por tanto, no puede compartirse públicamente. No obstante, en la web del Museo Whitney de Arte Estadounidense se pueden encontrar fotografías individuales de las piezas expuestas. El archivo de la Fundación Calder contiene 30 fotografías históricas, realizadas entre otros por, Sasha Stone (1929), Kertész (1929), Herbert Matter (1943) y Agnès Varda (1953).
Además, existen dos películas: Le Grand Cirque Calder 1927, dirigida por el francés Jean Painlevé y filmada por André Bac en película de color de 16mm, con una duración de 43 minutos y cuyo resultado se publicó en 1955;  y un cortometraje del director franco-portugués Carlos Vilardebó, Le cirque de Calder, de 1961, que incluye comentarios de Calder y cuenta con la música de Pierre Henry, grabada en película a color de 35 mm y con una duración de 18 minutos.